# Apassalus
Apassalus es un género de plantas con flores perteneciente a la familia Acanthaceae. El género tiene 4 especies de hierbas, naturales del sudeste de EE. UU.

## Taxonomía
El género fue descrito por Clarence Emmeren Kobuski y publicado en Annals of the Missouri Botanical Garden 15(1): 1–4, pl. 1–2. 1928. La especie tipo es: Apassalus diffusus

## Especies
- Apassalus cubensis
- Apassalus diffusus
- Apassalus humistratus
- Apassalus parvulus